# Lisardo Doval Bravo
Lisardo Doval Bravo (province de La Corogne, 1888 - Madrid, 1975) était un militaire espagnol, devenu officier de la Garde civile.
Originaire de Galice, où il connut Francisco Franco, il suivit une formation militaire mais choisit de mener carrière dans la Garde civile, servant comme officier dans les Asturies. À ce titre, il fut notamment chargé de réprimer la grève générale de 1931 à Oviedo, puis l’insurrection ouvrière d’octobre 1934, dans la phase policière et judiciaire du processus de répression, c’est-à-dire après que la révolte eut été (par les soins du même Franco) matée militairement, et employa à cet effet, dans l’un et l’autre cas, des méthodes particulièrement brutales, n’excluant pas la pratique de la torture. La révélation publique de ces agissements lui valut, dans le premier cas, une mise en disponibilité, et dans le second, une mutation au Maroc, après que l’affaire eut éclaboussé aussi le gouvernement en place. 
À l’éclatement de la Guerre civile, il rallia le camp nationaliste et fut nommé par Franco en mai 1937 chef de la sécurité de son quartier-général à Salamanque, en réalité chef de ses services secrets. Il joua un rôle dans la machination visant à évincer le chef phalangiste Manuel Hedilla pour laisser la voie libre à l’absorption de la Phalange dans le nouveau parti unique. Au lendemain de la Guerre civile, il fit montre d’une rigueur extrême dans les conseils de guerre dirigés contre le camp adverse.

## Biographie

### Carrière dans la Garde civile
« Il faut ici mettre en scène un personnage [=Doval] dont peu d’historiens se sont occupés : même Raymond Carr l’ignore ; mais Philippe Nourry et Enrique González Duro lui ont accordé l’attention qu’il mérite et Paul Preston a formulé l’hypothèse que Franco avait recommandé sa désignation à Hidalgo »

— Bartolomé Bennassar.
Lisardo Doval vint au monde en 1888 dans un petit village de la province de La Corogne. Enfant, il connut à Ferrol le futur Caudillo Francisco Franco, son cadet de quatre ans, et fut ensuite son condisciple à l’Académie d’infanterie de Tolède,. À l’issue de ses études, il s’enrôla comme officier dans la Garde civile et servit entre 1917 et 1922 à Oviedo, dans les Asturies, au moment où Franco y exerçait comme commandant. Sous la dictature de Primo de Rivera, il fut nommé, avec le grade de capitaine, chef de la garnison de Gijón, office qu’il remplit de 1926 à 1931.
Tout au long de ladite période, il se signala par la rudesse avec laquelle il s’employa à réprimer les grèves et manifestations de la gauche républicaine et ouvrière. Sous la dictature du général Berenguer, c’est lui qui dirigea à Gijón la répression de la grève générale convoquée pour le 15 décembre 1930  par le Comité révolutionnaire républicano-socialiste issu du Pacte de San Sebastián. Au cours de cette journée, un travailleur fut tué et un autre blessé par suite de coups de feu tirés à partir d’un bâtiment des jésuites. Le capitaine Doval ordonna une charge de cavalerie contre les travailleurs et plus tard autorisa de battre les grévistes à coups de gourdin pour les forcer à dénoncer leurs meneurs. En avril 1931, il eut recours aux mitrailleuses pour repousser une attaque contre sa caserne. Le directeur du journal de Gijón El Noroeste, Antonio López-Oliveros, écrivit à son propos :

« J’estime pour ma part que Doval est un homme aux facultés exceptionnelles pour le service de l’État. Valeureux jusqu’à la témérité, il est conduit, par sa conception du devoir, aux plus grandes exagérations de la fonction, et c’est cela qui sous-tend les outrepassements de la loi qu’on lui attribue en présence des présumés délinquants en vue d’obtenir les preuves de culpabilité. »

La nouvelle équipe républicaine arrivée au pouvoir à l’hôtel de ville de Gijón à la faveur du scrutin municipal du 12 avril 1931 se proposa de lancer un processus visant à identifier les responsabilités dans les actions menées par le capitaine Doval et les gardes civils sous ses ordres. Ayant appris les intentions de la municipalité, Doval écrivit une longue lettre de justification qui fut publiée par les journaux El Comercio et La Prensa. Cependant, le lendemain parurent dans El Noroeste de Gijón plusieurs lettres adressées au directeur de ce journal par des avocats et des personnes qui avaient été détenues par Doval, lettres dans lesquelles ils dénonçaient les tortures et les mauvais traitements auxquels ils avaient été soumis ou dont ils avaient eu connaissance. L’un des cas ainsi dénoncés était le suivant :

« Le 18 mai 1928, deux hommes m’ont abordé dans la calle Corrida, et m’ont forcé par des injonctions autoritaires à les suivre. Ils m’ont conduit à la caserne de la Garde civile, et m’ont mis en présence du capitaine Doval, qui m’a demandé :
- Où avez-vous vu quelqu’un qui s’appelle Hermógenes ?
- Je ne sais rien sur Hermógenes, cela fait trois ans que je ne sais rien de lui.
- Allons donc, tu ne sais pas ? Alors, pour te rafraîchir la mémoire, encaisse ça !

Et il m’a donné trois coups de poing dans le ventre. Ensuite, ils m’ont emmené dans une pièce, où ils m’ont gardé pendant 32 heures sans manger ni boire. À dix heures du soir, le lieutenant Pablo est venu et m’a pris à partie à coups de pied et de poing. De plus, il m’a mis les menottes et me les a serrées si fort qu’elles s’enfonçaient dans mes poignets. Il ne s’en est allé qu’après avoir ordonné à un garde de me surveiller toute la nuit, de faire attention que je reste toujours debout et sans bouger, avec le visage collé au mur et un papier à cigarette dans les narines. Le garde, homme capable d’empathie, m’a permis de m’asseoir quand il s’est rendu compte que j’allais m’évanouir. Le lendemain, ils m’ont remis en liberté, et, comme j’étais défiguré par les coups, ma compagne, quand je suis arrivé à ma maison, ne m’a pas reconnu. C’est alors que j’ai appris que cette même nuit maudite, deux gardes civils avaient été dans ma maison, où ils étaient entrés en forçant la porte à coups de pied, à l’affolement bien compréhensible de ma compagne, qui était seule. Le garde nommé Constantón a fait ses constatations comme cela lui convenait et a emporté quelques outils de travail, qui ne m’ont toujours pas été rendus, il est vrai qu’ils ont dit que « c’était à eux maintenant ». J’ai alors voulu donner connaissance au gouverneur civil de ce qu’ils m’ont fait, et au moment où je m’apprêtais à prendre le train pour Oviedo, ils m’ont détenu dans la gare et m’ont à nouveau emmené à la caserne. Une nouvelle fois, ils m’attaquent à coups de poing dans le ventre et une nouvelle fois ils m’ont gardé 29 heures sans nourriture. Et je n’étais accusé d’aucun délit, et on me bousculait, m’injuriait et me maltraitait de cette manière cruelle parce que je ne savais pas dire où était un homme de qui je n’avais aucun renseignement depuis trois ans ! »

Après l’avènement de la République, Doval fut écarté à la suite de ces plaintes, puis, ayant participé au coup d’État avorté du général Sanjurjo en août 1932, fut placé quelque temps en disponibilité. Toutefois, il put bénéficier d’une mesure d’amnistie adoptée le 24 avril 1934 par le gouvernement radical d’Alejandro Lerroux appuyé par la CEDA de Gil-Robles,. Ce dernier le choisit pour entraîner les escadrons paramilitaires des Juventudes de Acción Popular (JAP), la section de jeunesse de la CEDA. Le 19 septembre 1934, Doval se vit assigner une affectation à Tétouan.

### La Révolution asturienne
Sitôt liquidée la Révolution asturienne d’octobre 1934, Diego Hidalgo et Franco allèrent ensemble étudier la situation à Oviedo et aviser aux conditions du rétablissement de l’ordre dans la province. Doval, qui connaissait le pays et y avait des relations, fut nommé le 1er novembre 1934 Délégué spécial pour l’ordre public dans les Asturies et en León, sur recommandation expresse du général Franco,, qui avait dirigé de Madrid les opérations militaires qui venaient d’avoir mis fin à la « commune ouvrière » asturienne. Aux termes de la circulaire du 1er novembre, portant création de la charge de « Délégué spécial du ministère de la Guerre pour l’ordre public dans les provinces des Asturies et de León » (delegado del Ministerio de la Guerra para el orden público en las provincias de Asturias y León), Doval se voyait attribuer le commandement de l’administration policière en vue de « la persécution des éléments responsables des délits perpétrés lors de la révolte ». Son action était soustraite à tout contrôle judiciaire, attendu que le radical Diego Hidalgo, détenteur du portefeuille de la Guerre dans le gouvernement de coalition radical-cédiste présidé par Alejandro Lerroux, avait remis à Doval un document moyennant lequel celui-ci pouvait « accomplir sa mission avec l’autonomie nécessaire et sous juridiction spéciale, compte tenu que, sans ce préalable, tous les impondérables de nature hiérarchique, administrative, juridictionnelle etc., ne seraient que difficultés et obstacles ».
Doval, qui peut, selon Bennassar, être qualifié de paranoïaque sadique, avait sous sa coupe dans les Asturies, après l'étouffement (militaire) de la révolution, les très nombreux rebelles ouvriers qui avaient été détenus par la Garde civile pendant les combats ou capturés dans les jours qui suivirent — soit un contingent estimé, en fonction des auteurs, entre 15 000 et 30 000 prisonniers politiques. Durant les mois de novembre et décembre 1934, avec une équipe spécialisée, il se livra à des interrogatoires musclés assortis de tortures sur bon nombre de ces détenus, afin d’obtenir leurs aveux, de leur faire révéler les emplacements d’éventuels caches d’armes ou le lieu de refuge de leurs meneurs en fuite. Bennassar estime possible que Doval ait été responsable de la mort de Luis de Sirval, journaliste indépendant qui enquêtait sur le terrain, notamment à Mieres et à Oviedo, et qui, interpellé, fut remis à la Garde civile et abattu dans sa cellule, probablement par les soins d’un légionnaire bulgare déserteur, Ivanov, sur lequel justement Sirval venait de réunir des témoignages accablants concernant sa participation à l’assassinat d’Aida Lafuente près de l’église de San Pedro de los Arcos à Oviedo.
Les méthodes brutales et arbitraires de Doval ne tardèrent pas à être dénoncées, y compris dans la presse internationale, ce qui obligea le directeur général de la Sûreté, José Valdivia y Garci-Borrón, à intervenir, en dépêchant le 15 novembre l’un de ses subordonnés, l’inspecteur Adrover, pour qu’il ouvre une enquête, à l’occasion de laquelle il eut d'ailleurs à affronter Doval lui-même. Les outrances de la répression par lesquelles s’était illustré Doval avaient donné lieu, dans les seules Asturies, à quelque 30 000 emprisonnements, suivis de procès et de lourdes peines de prison, et eurent pour effet d’exacerber la haine des républicains à l’égard des droites.
Le député du Parti républicain radical, Félix Gordón Ordás, membre d’une commission parlementaire qui se rendit dans les Asturies afin d’établir la véracité des informations sur les tortures qu’auraient eues à subir les détenus, rédigea un rapport, ratifié par la signature de 547 des victimes, où il était fait état de « tortures sadiques » pratiquées par le commandant Lisardo Doval, et expédia ce rapport au président du gouvernement Alejandro Lerroux, qui donna ordre aux supérieurs de Doval de réfréner les activités de celui-ci. Selon l’historien américain Gabriel Jackson :

« Doval mettait en œuvre, entre autres techniques, celle des pressions sur les organes sexuels et celle d’enfoncer des aiguilles ou des éclats sous les ongles. D’autre part, il appliquait une méthode ingénieuse consistant à attacher les poignets et les jambes de la victime au canon et à la crosse d’un fusil et de le soulever ensuite du sol au moyen d’une poulie. »

Le gouverneur civil des Asturies requit et obtint la destitution de Doval à la fin décembre 1934, moins de deux mois après sa nomination, et le 8 décembre 1934, le gouvernement finit par ordonner son retour à Tétouan, quoique non à cause de ses violations des droits des détenus, mais pour insubordination, ayant en effet remis à des dirigeants monarchistes de premier plan une copie des ordres reçus lui enjoignant de se modérer dans la répression. Lerroux se saisit du prétexte de cette insubordination pour éviter de devoir affronter le problème de la torture policière,.
Peu de mois plus tard, en avril 1935, Doval fut désigné chef de la sûreté au Maroc. En novembre 1935, le gouvernement l’envoya à New York pour y étudier les services de police américains, où, d’après le commentaire du journal ABC qui publia la nouvelle, il saura « faire valoir à nouveau ses exceptionnels dons de chef » de la Garde civile,

« de qui l’action efficace comme délégué général des Asturies, lors des funestes événements d’octobre, mérita la gratitude des Espagnols, symbolisée par la remise d’un bâton de commandement, qui lui fut offert par une Commission de dames distinguées d’Oviedo. »

### Guerre civile
Après que se fut produit le coup d’État de juillet 1936, le commandant Doval, s’étant placé à la tête d’une colonne, se proposa de faire mouvement de Salamanque à Avila, dans l’objectif d’occuper les villages situés à proximité de la sierra, puis de pousser jusqu’à Madrid. Cependant, sa colonne fut vaincue et dispersée par les forces loyales accourues de Madrid sous les ordres du lieutenant-colonel Julio Mangada. À cette opération de Doval avaient pris part également les milices de la Phalange, emmenées par le dirigeant phalangiste Onésimo Redondo, qui périt le 24 juillet dans le village de Labajos, dans la province de Ségovie,. Après avoir appris cette nouvelle, des milices phalangistes composées de sectateurs de Redondo, désireux de venger sa mort, appuyées par une unité militaire sous le commandement de Doval, se dirigea vers Salamanque, où elles entreprirent de sévir contre les gens de gauche déjà incarcérés. Nombre d’entre eux furent tirés de leur cellule par les phalangistes et exécutés. Parmi eux figuraient le maire de la ville, Casto Prieto Carrasco, professeur de radiologie à la faculté de médecine de l’université de Salamanque, et le député socialiste José Andrés Manso.
Franco, nommé entretemps à la tête de l’État espagnol, recruta Doval le 14 mai 1937 comme « chef de la Sécurité de la résidence et du quartier-général du Generalísimo » à Salamanque ; en réalité, si officiellement Doval était appelé à ce titre à exercer le commandement des « forces européennes et marocaines chargées de la garde de S. E. »,,, il fut aussi placé à la tête des services secrets et devint, selon le mot de Bennassar, l'un des exécuteurs des basses œuvres de Franco.
Au moment où il s’agit de domestiquer la Phalange en l’incorporant dans le nouveau Parti unique FET y de las JONS, que Franco venait de mettre sur pied, Lisardo Doval et ses services, avec l’aide de Nicolás Franco, frère du Caudillo, eurent une part dans la manipulation qui permit l’évincement de Manuel Hedilla, chef de la Phalange. Celui-ci, qui avait cru d’abord qu’il conserverait son autorité au sein d’une Phalange restée autonome, mais qui avait dû déchanter lorsqu’il était devenu clair qu’il n’aurait qu’une fonction subalterne dans le Comité national du nouveau parti, dominé par Franco lui-même, refusa de se plier au décret d’unification et entra en état de rébellion le 23 avril 1937. Arrêté le 25, avec une vingtaine de ses partisans, il passa en jugement pour haute trahison et fut condamné à mort, mais finalement gracié sur intervention de Serrano Súñer,.

### Sous le franquisme
Au sortir de la guerre civile, Doval présida les conseils de guerre convoqués contre les vaincus à Tortosa (province de Tarragone) et s’y montra d’une rigueur extrême. Lors de deux procès tenus le 10 août 1939, où 14 et 15 hommes respectivement devaient comparaître, les inculpés n’eurent le droit de parler avec le militaire désigné comme leur défenseur que le jour même du procès, et l’audience dura moins d’une demi-heure.
Il prit sa retraite vers 1953 avec le grade de général de la Garde civile. Il mourut 22 ans plus tard, à l’hôpital militaire Gómez Ulla de Madrid, à l’âge de 87 ans, le 15 octobre 1975, soit un mois avant le décès du général Franco.